# Mizwad

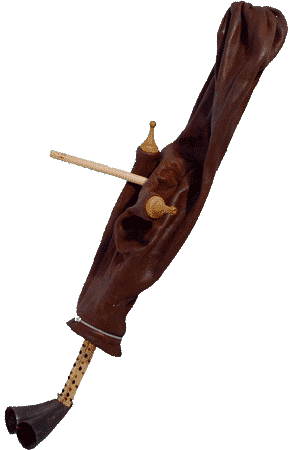
mezoued.

El mizwad (mezoued, mizwid) (en árabe: مزود; plural مزاود mazāwid, literalmente "saco") es un instrumento de viento, un tipo de gaita utilizado en Túnez. Es uno de los más tradicionales instrumentos de la región del norte de África, sobre el Mar Mediterráneo, de donde se estima, son oriundos estos tipos de instrumentos de viento. El Mizwad consiste en una bolsa de piel de cabra con un doble puntero de caña terminado con dos cuernos de vaca. Cada puntero tiene cinco orificios, y está incrustado en un disco de madera, al cual se ata el odre. Su longitud total suele ser de unos 65 cm.
Era utilizado para acompañar las danzas y la música sacra y a veces en reuniones sociales, pero la mayoría de los intérpretes no tenían ninguna musical. Afortunadamente, hoy en día los músicos profesionales empiezan a tocar el mezoued. 

## Intérpretes
Entre los artistas que interpretan el Mizwad, vale mencionar a Naji Ben Nejma, Belgacem Bouguenna, Hedi Habbouba, Hbib Jbali, Lotfi Jormana, Ouled Jouini, Fathi Weld Fajra además de Walid Ettounsi.